# Torre de Fonollosa
La Torre de Fonollosa, es una obra del municipio de Fonollosa de la comarca del Bages en la provincia de Barcelona, declarada Bien Cultural de Interés Nacional.

## Descripción

### La masía
Se trata de una masía de planta cuadrada, cubierta a cuatro aguas y con cumbreras paralelas en las fachadas. La masía, probablemente una obra del siglo  XVII, fue construida junto a una antigua torre medieval del siglo XI que era una hucha del vecino castillo de Fals. Hoy la torre es integrada dentro el más, el sector de mediodía. El edificio es una obra de nueva planta, construida siguiendo uno de los modelos propios de siglo  XVII que no posibilita la ampliación.

### La torre

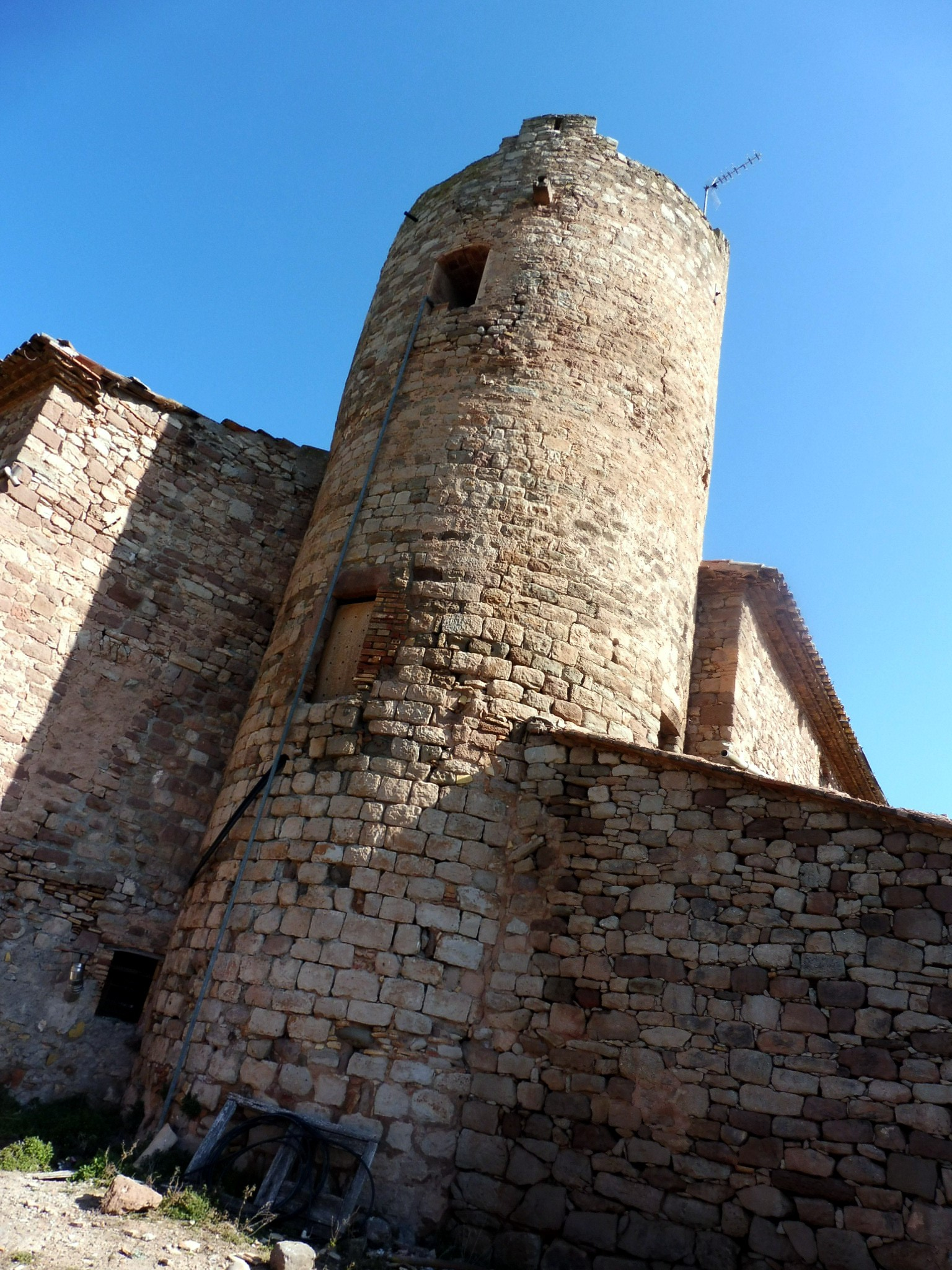
La Torre.

Torre es cilíndrica de planta circular de 585 cm de diámetro externo, con muros de un metro y de una altura de 14'25 metros. La Torre debería tener tres niveles más la azotea.
Desgraciadamente el aprovechamiento de la torre por la masía ha hecho que se abrieran modernamente ventanas, aunque se conservan las originales.
El aparato es de bloques de piedra de medidas medias en hiladas a cuerda y unidas con mortero de arena y cal.

## Historia
La torre está documentada a partir del año 1033 como guardiana que servía para comunicar con el castillo de Fals; siempre mencionada, a partir de esta fecha, vinculada a la documentación de este castillo.
Protegía el camino de Fals a Rajadell y seguramente los torresanos deberían adquirir derechos sobre las tierras que la rodeaban hasta convertirse en una masía próspera que pudo construirse la nueva en el siglo  XVII o comienzos del XVIII.
Pere Catalán dice: «No se trata de las llamadas Torres de Fals (o de Falchs), que están relativamente próximas. Sin embargo, podemos considerar esta torre con las mismas vicisitudes de propiedad que las torres aludidas, de las que tratamos en otra ficha. Básicamente, por lo tanto, estimamos la órbita de la casa de Cardona la utilización de la torre, bastante bien conservada, que motiva estas líneas».